# Думный чин
Думные чины (думные люди, думцы) — в Русском государстве в конце XV—XVII веков должностные лица — бояре, окольничие, думные дворяне и думные дьяки, имевшие право участвовать в заседаниях Боярской думы и в работе думских комиссий.
Думские чины занимали высшие придворные должности (конюшего, дворецких, постельничих, казначеев), участвовали в управлении государством, дипломатических переговорах, разбирали местнические споры. Часть из них входила в Ближнюю думу царя. 
В 1613 году основная масса земель думных чинов удерживалась в вотчинах и поместьях князей, хотя их процентное соотношение в Думе не было значительным.